# Max Bertuch
Max Bertuch (né le 28 juin 1890 à Francfort-sur-le-Main, mort après mars 1943 au camp de Majdanek) est un librettiste, compositeur et chef d'orchestre allemand.

## Biographie
Fils d'un musicien, il fait ses études au Conservatoire Hoch. Il travaille ensuite comme auteur de pièces de théâtre et compositeur d'opérettes ; sa première œuvre connue est l'opérette Die Liebesfahrt en 1915. Au même moment, Bertuch est déjà chef d'orchestre au théâtre de Hanau. Plus tard encore, il apparaît surtout comme chef d'orchestre ou chef d'opérettes, comme employé permanent (comme à Halle) et comme artiste invité. Il adapte des œuvres littéraires pour le théâtre ou en opérette comme Glückliche Reise.
Bien qu'ostracisé en tant que Juif depuis la prise du pouvoir des nazis en 1933, les œuvres de Bertuch sont encore jouées jusqu'en 1940. La femme de Bertuch réussit à émigrer aux États-Unis en avril 1939 ; la tentative de son mari de la suivre échoue. Il met en scène L'Auberge du Cheval pas tout à fait blanc de Schlesinger qui sera présenté en décembre 1939. Bloqué en France, lorsque la guerre éclate en 1939, il est d'abord détenu au camp des Milles. Le 17 novembre 1942, il est transféré au camp de Rivesaltes puis au camp de Gurs et de là le 3 mars 1943 par le convoi n°51 qui s'arrête à Drancy le 6 et finit au camp d'extermination de Majdanek, où Max Bertuch fût assassiné peu après son arrivée. Son nom est immortalisé sur une plaque commémorative au théâtre municipal de Francfort.